# Corniglia
Corniglia (ligur nyelven Corniggia) település Olaszországban, Liguria régióban, La Spezia megyében. Közigazgatásilag frazione, Vernazza része. 1997 óta a közeli Palmaria, Tino és Tinetto szigetekkel, valamint a Cinque Terre többi településével együtt az UNESCO világörökségének része.

## Fekvése
A Ligur-tenger keleti partján fekszik, Vernazza és Manarola között. A Cinque Terre egyetlen olyan települése, amelyik nem közvetlenül a tengerparton épült ki, hanem egy tengerbe nyúló szikla tetején. Ugyanakkor a legkisebb az öt település közül.

## Története
Neve valószínűleg a római Gens Corneliából származik. Lavagna grófjainak birtoka volt, majd 1276-ban a Genovai Köztársaság szerezte meg. 1818-ban a Szárd Királyság, majd 1861-ben az Olasz Királyság része lett.
1997 óta a közeli Palmaria, Tino és Tinetto szigetekkel, valamint a Cinque Terre többi településével együtt az UNESCO világörökségének része. A bizottság indoklása szerint a kelet-liguri riviéra, Cinque Terre és Porto Venere között egy kiemelkedő értékű kulturális helyszín, egy rendkívül festői táj, amely az ember és természet harmonikus kölcsönhatásának révén jött létre és amely évezredek óta jól szemlélteti az a hagyományos életformát, ami napjainkban is meghatározza az itt élő közösségek társadalmi és gazdasági életét.

## Fő látnivalói
- a 14. században, gótikus stílusban épült San Pietro-templom
- az 1556-ban, a genovaiak által épített szögletes őrtorony valamint az e körül felépített kis vár romjai

## Közlekedés
A település közelében halad el a Pisa–Genova-vasútvonal, vasútállomása a Stazione di Corniglia.